# Sangano
Sangano ([san-gà-no]; Sangan in piemontese) è un comune italiano di 3 683 abitanti della città metropolitana di Torino in Piemonte. Fa parte della Val Sangone.

## Storia
L'origine del toponimo di Sangano è oscura. Goffredo Casalis attesta che nei documenti del marchese Adalberto I d'Ivrea del 929 una località viene menzionata con i nomi di "Sango", "Sangone" e "Sanganum". Nel 1004 Gezone, vescovo di Torino, donò all'abbazia di San Solutore le terre di Sangano.
Nel 1254 gli abati cedettero Sangano a Bonifacio, signore di Piossasco, verso cui erano indebitati, ma trent'anni dopo ne rientrarono in possesso.
Successivamente il territorio fece parte della castellania di Rivalta, infeudata agli Orsini.
Dal 1928 al 1956 Sangano fu una frazione del comune di Bruino.

## Monumenti e luoghi d'interesse
- Chiesa dei Santi Solutore, Avventore e Ottavio, edificata tra il 1706 e il 1709.
- Serbatoio dell'acqua potabile, gestito dalla SMAT, costruito tra il 1853 e il 1859.[5]

## Società

### Evoluzione demografica
Negli ultimi sessanta anni, a partire dal 1961, la popolazione residente è aumentata di ben sei volte.
Abitanti censiti

## Infrastrutture e trasporti
Dal 1882 al 1958 Sangano fu servita dalla tranvia Torino-Orbassano-Giaveno.

## Amministrazione
Di seguito è presentata una tabella relativa alle amministrazioni che si sono succedute in questo comune.
| Periodo         | Periodo         | Primo cittadino     | Partito                                 | Carica  | Note  |
| --------------- | --------------- | ------------------- | --------------------------------------- | ------- | ----- |
| 17 giugno 1985  | 25 maggio 1990  | Aldo Maritano       | lista civica                            | Sindaco | [ 7 ] |
| 25 maggio 1990  | 25 ottobre 1994 | Aldo Maritano       | lista civica                            | Sindaco | [ 7 ] |
| 9 novembre 1994 | 24 aprile 1995  | Lorenzo Audisio     | lista civica                            | Sindaco | [ 7 ] |
| 24 aprile 1995  | 14 giugno 1999  | Casimiro Bellino    | centro                                  | Sindaco | [ 7 ] |
| 14 giugno 1999  | 14 giugno 2004  | Agnese Ugues        | lista civica                            | Sindaco | [ 7 ] |
| 14 giugno 2004  | 8 giugno 2009   | Agnese Ugues        | lista civica                            | Sindaco | [ 7 ] |
| 8 giugno 2009   | 26 maggio 2014  | Adriano Montanaro   | lista civica                            | Sindaco | [ 7 ] |
| 26 maggio 2014  | 27 maggio 2019  | Agnese Ugues        | lista civica Impegno civico             | Sindaco | [ 7 ] |
| 27 maggio 2019  | 10 giugno 2024  | Alessandro Merletti | lista civica Impegno civico per Sangano | Sindaco |       |
| 10 giugno 2024  | in carica       | Alessandro Merletti | lista civica Impegno civico per Sangano | Sindaco |       |

### Gemellaggi
- Diamantina, nello stato di Minas Gerais.

### Altre informazioni amministrative
Possiede una sola frazione: Le Prese. Il comune faceva parte della Comunità Montana Valle Susa e Val Sangone.

## Sport
A Sangano è presente un importante gruppo sportivo dedicato al Twirling, 9º a livello nazionale.